# 绒䶄属
绒䶄属（学名：Caryomys）是啮齿目仓鼠科䶄亚科森林田鼠族的一个属。

## 分类地位
本属最初是英国动物学家奥德菲尔德·托马斯于1911根据产自中国山西的岢岚绒䶄（Caryomys inez）创立的一个田鼠属（Microtus）的一个亚属。另一位英国动物学家马丁·欣顿（Martin Hinton）于1923年将其升级为独立属，但于1926年又认为本属物种均为棕背䶄（Clethrionomys rufocanus）的未成年个体，否定了本属的有效性，将本属包含的所有物种均视为棕背䶄山西亚种（Clethrionomys rufocanus shanseius）的同物异名。1940年美国动物学家格洛弗·莫里尔·艾伦（Glover Morrill Allen）根据本属物种臼齿无齿根而将其作为绒鼠属（Eothenomys）的一个亚属。1996年中国学者马勇和姜建青根据本属与绒鼠属和䶄属的形态特征以及染色体核型上明显差异将本属恢复独立属地位。

## 物种
本属目前确定有效物种仅有2种：
- 洮州绒䶄/甘肃绒䶄 Caryomys eva (Thomas,1911)
- 岢岚绒䶄 Caryomys inez (Thomas,1908)